# Immensa Aeterni Dei
A Immensa Aeterni Dei é uma constituição apostólica na forma de uma bula papal emitida pelo Papa Sisto V em 22 de janeiro de 1588. A constituição reorganizou a Cúria Romana, estabelecendo congregações permanentes de cardeais para aconselhar o papa sobre vários assuntos. O papel principal do documento era fornecer instruções para condenar ou corrigir literatura contrária à doutrina católica. O documento também tinha autoridade para dar permissão a indivíduos selecionados para ler livros que eram proibidos. Desde então, foi substituída, mais recentemente, pela constituição do Papa João Paulo II, Pastor Bonus.

## A formação das congregações
A Immensa Aeterni Dei pediu a formação de 15 congregações permanentes:
- Congregação da Inquisição
- Congregação da Assinatura
- Congregação para a Construção de Igrejas e Disposições Consistorial
- Congregação para os Ritos e Cerimônias Sagrados
- Congregação do Índice de Livros Proibidos
- Congregação do Conselho de Trento
- Congregação dos Regulares
- Congregação dos Bispos
- Congregação da Imprensa do Vaticano
- Congregação da Annona, para o aprovisionamento de Roma e das províncias
- Congregação da Marinha
- Congregação do Bem-Estar Público
- Congregação da Sapienza
- Congregação de estradas, pontes e águas
- Consultas de Congregação do Estado